# Dudekemia kaorinus
Dudekemia kaorinus är en rundmaskart som beskrevs av James Bowie 1986. Dudekemia kaorinus ingår i släktet Dudekemia och familjen Rhigonematidae. Inga underarter finns listade i Catalogue of Life.